# Liste der Bodendenkmale in Büsum
In der Liste der Bodendenkmale in Büsum sind die Bodendenkmale der Stadt Büsum nach dem Stand der Bodendenkmalliste des Archäologischen Landesamts Schleswig-Holstein von 2016 aufgelistet. Die Baudenkmale sind in der Liste der Kulturdenkmale in Büsum aufgeführt.
| Denkmal-ID           | Befundart           | Bezeichnung                          | Zeitstellung | Lage | Bemerkungen                                          | Bild |
| -------------------- | ------------------- | ------------------------------------ | ------------ | ---- | ---------------------------------------------------- | ---- |
| aKD-ALSH-Nr. 000 117 | Befestigung > Deich | Deich/Koog/Sietwende „Schweinedeich“ | Mittelalter  |      | 65 m langes Teilstück eines mittelalterlichen Deichs |      |